# TJ Družstevník Nyárasd
A TJ Družstevník Nyárasd (szlovákul: TJ Družstevník Topoľníky) egy félprofi labdarúgócsapat, amely a Nyugat Szlovákiai Labdarúgó Szövetség által szervezett Nyugati Régió Bajnokságában szerepel a 2011/12-es szezonban. A klub székhelye Nyárasdon, Szlovákiában található.